# This Melody
Singles de Julien Clerc
Elle voulait qu'on l'appelle Venise
(1975) Le cœur trop grand pour moi
(1976)
This Melody est une chanson de Julien Clerc, parue sur son septième album studio No 7. Elle est écrite par Étienne Roda-Gil et composée par Julien Clerc. La chanson est sortie en mars 1976 en tant que deuxième single de l'album.
Elle connait notamment le succès en Belgique et aux Pays-Bas, atteignant la première place des hit-parades néerlandais et la troisième place de l'Ultratop 50 wallon et flamand. C'est le plus grand succès de la carrière du chanteur aux Pays-Bas.

## Contexte et sortie
Les paroles This Melody sont écrites par Étienne Roda-Gil, tandis que la musique aux influences polynésiennes est signée Julien Clerc. La chanson a la particularité d'avoir un titre en anglais. Les seules paroles en anglais qui apparaissent dans la chanson sont « This melody is a melody for you » (« Cette mélodie est une mélodie pour toi »), le reste de la chanson étant chanté en français. 
Elle est sortie en single au début de 1976 en Allemagne de l'Ouest, en Belgique, en Espagne, aux Pays-Bas et au Portugal. En France, This Melody ne voit pas de sortie officielle, mais des 45 tours promotionnels ont été envoyés aux exploitants de juke-box.

## Accueil commercial
This Melody est devenue le plus grand succès de Julien Clerc aux Pays-Bas. Pour promouvoir la chanson, il l'a chantée dans l'émission télévisée Veronica aan land au début de 1976, ce qui lui a permis d'atteindre la première place du Top 40 néerlandais et du Nationale Hitparade quelques semaines plus tard,,.
En Belgique, le single atteint la 3e place dans les hit-parades Ultratop 50 wallon et flamand et reste dans les classements pendant 14 semaines et 9 semaines respectivement.

## Liste des titres
Les versions simples de This Melody diffèrent par pays. En Allemagne, en Espagne et sur certains 45 tours promotionnels français, Souffrir par toi n'est pas souffrir figure sur la face B,,. Aux Pays-Bas, Prends ton cœur par la main figure sur la face B et en Belgique, Dors bien. 
| A. | This Melody                 | 4:10 |
| B. | Prends ton cœur par la main | 3:18 |

| A. | This Melody | 4:10 |
| B. | Dors bien   | 3:57 |

## Crédits
- Julien Clerc – chant, musique
- Étienne Roda-Gil – paroles
- Thierry Vincent – réalisation
- Michel Bernholc – arrangements, chef d'orchestre

## Classements
| Classement (1976)                       | Meilleure position |
| --------------------------------------- | ------------------ |
| Belgique (Flandre Ultratop 50 Singles)  | 3                  |
| Belgique (Wallonie Ultratop 50 Singles) | 3                  |
| Europe (Europarade)                     | 6                  |
| Pays-Bas (Nederlandse Top 40)           | 1                  |
| Pays-Bas (Nationale Hitparade)          | 1                  |
| Québec (Palmarès francophone)           | 8                  |

| Classement (1976)             | Position |
| ----------------------------- | -------- |
| Belgique (Flandre Ultratop)   | 46       |
| Pays-Bas (Nederlandse Top 40) | 26       |
| Pays-Bas (Single Top 100)     | 34       |

## Historique de sortie
| Pays                 | Date | Face B                              | Format                | Label         |
| -------------------- | ---- | ----------------------------------- | --------------------- | ------------- |
| France,              | 1975 | Elle voulait qu'on l'appelle Venise | 45 tours promotionnel | - EMI - Pathé |
| France,              | 1976 | Souffrir par toi n'est pas souffrir | 45 tours promotionnel | Pathé-Marconi |
| Allemagne de l'Ouest | 1976 | Souffrir par toi n'est pas souffrir | 45 tours              | - EMI - Pathé |
| Espagne              | 1976 | Souffrir par toi n'est pas souffrir | 45 tours              | - EMI - Pathé |
| Belgique             | 1976 | Dors bien                           | 45 tours              | - EMI - Pathé |
| Pays-Bas             | 1976 | Prends ton cœur par la main         | 45 tours              | - EMI - Pathé |
| Portugal             | 1976 | Elle voulait qu'on l'appelle Venise | 45 tours              | - EMI - Pathé |
| Belgique             | 1977 | Si on chantait                      | 45 tours              | - EMI - Pathé |
| Pays-Bas             | 1987 | Si on chantait                      | 45 tours              | BR Music      |

## Reprises
En 1982, le présentateur néerlandais Willem Ruis (nl) chante une version en néerlandais de This Melody en duo avec Julien Clerc lors de son émission télévisée De Willem Ruis Lotto Show. Dans cette version, il chante que « toutes les femmes passent devant lui » parce « qu'elles n'ont d'yeux que pour Julien Clerc ». 
En 2007, le chanteur néerlandais Rob de Nijs enregistre une version néerlandophone en duo avec Julien Clerc intitulée Één melodie (This Melody), sur des paroles de Jan Rot. Elle figure sur l'album Chansons van De Nijs de 2008. Dans cette version, Julien Clerc chante les paroles néerlandaises en phonétique. Le single atteindra la 88e place du Single Top 100 néerlandais.